# Viaduct van Hauset
Het viaduct van Hauset is een spoorwegviaduct bij Hauset, een deelgemeente van Raeren. Het viaduct is een stalen boogbrug over een vallei, die deel uitmaakt van HSL 3 en net vóór de aansluiting met spoorlijn 37 ligt. Het viaduct wordt beheerd door Infrabel.